# الإعاقة في ناميبيا
الإعاقة في ناميبيا، الإعاقة في دولة ناميبيا في إفريقيا تشير إلى الأشخاص الذين يعانون من إعاقات متفاوتة في المجتمع، وفقاً إلى إحصاءات الدولة في ناميبيا حسب المسح الديموغرافي لتعداد عام 2016، فإن 5٪ من سكان ناميبيا يعانون من درجات متفاوتة من الإعاقة.

## الإعاقات الأكثر شيوعاً في ناميبيا
- فقدان في الأطراف.

- إصابات العمود الفقري.

- صعوبات السمع.

- صعوبات الرؤية.

- صعوبة الكلام ونقل الرسائل.

- التخلف العقلي والأمراض العقلية.[4]

## الانتشار
حسب  التقديرات خلال في عام 2001، من بين جميع الأشخاص ذوي الإعاقة، وجد أن:
35% يعانون من ضعف البصر، و27% لديهم ضعف في الحركة يشمل اليدين والساقين، و21% لديهم ضعف في السمع، و11% لديهم ضعف في النطق، و5% لديهم ضعف عقلي.

## حماية حقوق ذوي الإعاقة
وقعت ناميبيا وصادقت على إتفاقية الأمم المتحدة لحقوق الأشخاص ذوي الإعاقة وبروتوكولها الاختياري في 4 كانون الأول عام 2007.
ينص دستور البلاد على حماية الأشخاص ذوي الإعاقة وتقديم الخدمات والمساعدة لهم في المجتمع ويعاقب القانون من لا يلتزم بذلك.
تأسس الاتحاد الوطني للأشخاص ذوي الإعاقة في ناميبيا في عام 1991 للدفاع عن حماية حقوق الأشخاص ذوي الإعاقة في ناميبيا، ونفذ العديد من المشاريع على مدى العقدين الماضيين.